# Laos International 2010
Die Laos International 2010 im Badminton fanden vom 3. bis zum 7. November 2010 in Vientiane statt.

## Sieger und Platzierte
| Disziplin    | Gold                                          | Silber                                     | Bronze                                          |
| ------------ | --------------------------------------------- | ------------------------------------------ | ----------------------------------------------- |
| Herreneinzel | Tommy Sugiarto                                | Stanislav Pukhov                           | Takuma Ueda                                     |
| Herreneinzel | Tommy Sugiarto                                | Stanislav Pukhov                           | Ashton Chen Yong Zhao                           |
| Dameneinzel  | Nitchaon Jindapol                             | Nozomi Okuhara                             | Vũ Thị Trang                                    |
| Dameneinzel  | Nitchaon Jindapol                             | Nozomi Okuhara                             | Pavita Issariyaneth                             |
| Herrendoppel | Patipat Chalardchaleam Nipitphon Puangpuapech | Dương Bảo Đức Phạm Cao Hiếu                | Pirapong Chupratansuk Sermsin Wongyaprom        |
| Herrendoppel | Patipat Chalardchaleam Nipitphon Puangpuapech | Dương Bảo Đức Phạm Cao Hiếu                | Hiroyuki Saeki Takuma Ueda                      |
| Damendoppel  | Rie Eto Yu Wakita                             | Prangnuch Lerthiran Peranart Nandatheero   | Nitchaon Jindapol Nessara Somsri                |
| Damendoppel  | Rie Eto Yu Wakita                             | Prangnuch Lerthiran Peranart Nandatheero   | Jiratchaya Ratchamontree Pijitjan Wangpaiboonkj |
| Mixed        | Kennevic Asuncion Kennie Asuncion             | Siriwat Matayanumati Pattharaporn Jindapon | Nipitphon Puangpuapech Nessara Somsri           |
| Mixed        | Kennevic Asuncion Kennie Asuncion             | Siriwat Matayanumati Pattharaporn Jindapon | Pirapong Chupratansuk Thunphukkanan Ampunsuwan  |